# Dasychira rhabdota
Dasychira rhabdota är en fjärilsart som beskrevs av Collenette 1933. Dasychira rhabdota ingår i släktet Dasychira och familjen tofsspinnare. Inga underarter finns listade i Catalogue of Life.